# Leucopis grandis
Leucopis grandis är en tvåvingeart som beskrevs av Tanasijtshuk 1959. Leucopis grandis ingår i släktet Leucopis och familjen markflugor. Inga underarter finns listade i Catalogue of Life.